# Iwan Ljuft
Iwan Ljuft (* 30. Juni 1998) ist ein kasachischer Skilangläufer.

## Werdegang
Ljuft trat im Februar 2014 bei den Nordischen Junioren-Skiweltmeisterschaften 2014 im Fleimstal erstmals in Erscheinung. Dort belegte er den 51. Platz über 10 km klassisch. Im folgenden Jahr errang bei den Nordischen Junioren-Skiweltmeisterschaften 2015 in Almaty den 35. Platz im Sprint und den 12. Platz mit der Staffel. Im Februar 2016 kam er bei den Olympischen Jugend-Winterspielen 2016 in Lillehammer auf den 11. Platz über 10 km Freistil, auf den achten Rang im Crosssprint und auf den siebten Platz im Sprint. Im selben Monat gelang ihn bei den Nordischen Junioren-Skiweltmeisterschaften 2016 in Râșnov der 53. Platz im Sprint, der 28. Rang über 10 km klassisch und der zehnte Platz mit der Staffel. In der Saison 2016/17 startete er in Minsk erstmals im Skilanglauf-Eastern-Europe-Cup und belegte dabei den 27. Platz im Sprint und den zehnten Rang über 10 km klassisch. Bei der Winter-Universiade 2017 in Almaty holte er die Goldmedaille im Sprint. Zudem errang er den 23. Platz über 10 km klassisch und den 22. Platz bei der anschließenden Verfolgung über 10 km Freistil. Bei den Nordischen Skiweltmeisterschaften 2017 in Lahti kam er auf den 54. Platz über 15 km klassisch und auf den 17. Rang zusammen mit Alexei Poltoranin im Teamsprint. Bei der Winter-Universiade 2019 in Krasnojarsk holte er mit der Staffel die Silbermedaille.

## Siege bei Continental-Cup-Rennen
| Nr. | Datum            | Ort              | Disziplin        | Serie              |
| --- | ---------------- | ---------------- | ---------------- | ------------------ |
| 1.  | 7. Dezember 2023 | Schtschutschinsk | Sprint klassisch | Eastern Europe Cup |